# Chaetopelma olivaceum
Chaetopelma olivaceum es una especie de araña que pertenece a la familia Theraphosidae (tarántulas), que se encuentra en Chipre, Turquía, Oriente Medio, Egipto y Sudán.